# Brent Sexton
Brent Sexton (Saint Louis (Missouri), 12 augustus 1967) is een Amerikaans acteur.

## Biografie
Sexton doorliep de high school aan de Eureka High School in Eureka (Missouri), hierna studeerde hij af aan de Elon University in Alamance County. Voordat Sexton begon met acteren voor televisie was hij actief in het theater, en toerde met de musical West Side Story in zowel Amerika als Europa. 
Sexton begon in 1989 met acteren voor televisie in de televisieserie B.L. Stryker, waarna hij nog meerdere rollen speelde in televisieseries en films. Zo heeft hij gespeeld in onder anderen Judging Amy (1999-2001), Deadwood (2005-2006), Life (2007-2009), The Killing (2011-2013) en Ironside (2013). Voor zijn rol in de televisieserie Deadwood werd hij in 2007 samen met de cast genomineerd voor een Screen Actors Guild Awards in de categorie Beste Optreden door een Cast in een Televisieserie.

## Filmografie

### Films
Uitgezonderd korte films.
- 2023 Miranda's Victim - als brigadier Nealis
- 2022 Gigi & Nate - als brigadier Ellis
- 2020 Irresistible - als burgemeester Braun
- 2019 Deadwood: The Movie - als Harry Manning
- 2016 The Belko Experiment - als Vince Agostino
- 2015 Runner - als Simon
- 2009 Within - als Steven Lowe
- 2008 Pants on Fire - als Phil
- 2008 W. - als Joe O'Neill
- 2007 In the Valley of Elah - als Burke
- 2005 Flightplan - als Elias
- 2005 Wheelmen - als boeman
- 2004 Criminal - als Ron
- 2004 Plainsong - als Bud Sealy
- 2003 Saving Jessica Lynch - als Greg Lynch sr.
- 2003 Radio - als Honeycutt
- 2002 Enough - als FBI agent
- 2002 It's All About You - als beveiliger
- 2001 Vanilla Sky - als beveiliger
- 2001 The Glass House - als monteur
- 2001 A.I.: Artificial Intelligence - als Russell
- 2001 Zoe - als Lonnie
- 2001 Double Take - als politieagent in New York
- 1994 The Specialist - als Manny

### Televisieseries
Uitgezonderd eenmalige gastrollen.
- 2024-2025 Tracker - als Keaton - 3 afl.
- 2022 Long Slow Exhale - als Arlin Swayne - 6 afl.
- 2020-2021 The Expanse - als Cyn - 7 afl.
- 2020 Chicago P.D. - als brigadier Kenny - 3 afl.
- 2018-2020 God Friended Me - als Ray Nicolette - 4 afl.
- 2019 Unbelievable - als Al - 3 afl.
- 2019 Mindhunter - als Garland Periwinkle - 2 afl.
- 2018 Unsolved - als rechercheur Brian Tyndall - 7 afl.
- 2015-2016 CSI: Cyber - als Andrew Michaels - 3 afl.
- 2016 Bosch - als Carl Nash - 10 afl.
- 2015 Complications - als Robert Holden - 5 afl.
- 2010-2013 Justified - als sheriff Hunter Mosley - 5 afl.
- 2013 Ironside - als Gary Stanton - 9 afl.
- 2011-2012 The Killing - als Stan Larsen - 26 afl.
- 2007-2009 Life - als Robert Stark - 22 afl.
- 2005-2006 Deadwood - als Harry Manning - 14 afl.
- 2005 Surface - als Bud - 3 afl.
- 2003 24 - als Frank Davies - 2 afl.
- 2002 Birds of Prey - als rechercheur McNally - 5 afl.
- 2001-2002 Will & Grace - als bewaker - 2 afl.
- 2001-2002 That's Life - als Jimmy Stovic - 4 afl.
- 1999-2001 Judging Amy - als Oscar Ray Pant jr. - 5 afl.
- 1999-2000 It's Like, You Know... - als ober - 3 afl.

- Library of Congress Control Number: no2009061195
- Système universitaire de documentation: 223500917
- Virtual International Authority File: 86381876
- WorldCat: E39PBJvXdWBfprPQdyRwgq3JDq